# 霍
霍（かく）は漢姓の一つ。『百家姓』の160番目の姓である。2020年の中華人民共和国の統計では人数順の上位100姓に入っておらず、台湾の2018年の統計では246番目に多い姓で、1,057人がいる。

## 著名な人物
- 霍去病 - 前漢中期の武将。衛青の甥。
- 霍光 - 前漢中期の政治家。霍去病の異母弟。
- 霍禹 - 霍光の子。
- 霍峻 - 後漢末期の劉備の武将。
- 霍弋 - 三国時代から晋の蜀漢・魏・西晋の武将・政治家。霍峻の子。
- 霍元甲 - 清末の武術家。
- 霍英東 - 香港の資本家、政治家。
- 霍建華 - 台湾の俳優。